# Cara de bicicleta
Cara de bicicleta fue una enfermedad ficticia utilizada por el sector médico en el siglo XIX para evitar que las mujeres montaran en bicicleta, en respuesta a la libertad sin precedentes que ganarían las mujeres pudiendo viajar solas fuera de sus hogares con la invención de la bicicleta a principios de 1800. Esta ficticia enfermedad desapareció en la década de 1890 cuando el ciclismo fue aceptado por la clase alta. La invención de esta enfermedad se ha utilizado como ejemplo histórico del fracaso de los médicos para entender y tratar correctamente a las mujeres.

## Historia

### El impacto de la invención de la bicicleta
Las mujeres obtuvieron una gran independencia con la invención de la bicicleta. Este aparato les dio la libertad de poder viajar fuera de casa por su propio pie. Montar en bicicleta también requirió de ropas más prácticas para las mujeres y dio lugar a cambios significativos en la vestimenta femenina en la sociedad. Un individuo de aquella época al ver a las ciclistas comentó, "Es difícil de creer, que sean las mismas mujeres que salieron por la tarde vestidas de gala para montar en sus carruajes."
Elizabeth Cady Stanton escribió que la bicicleta era una herramienta que motivaba a las mujeres a ganar fuerza y asumir un aumento de roles en la sociedad. Susan B. Anthony declaró en 1896: "Déjeme decirle lo que pienso de montar en bicicleta. Creo que ha hecho más para emancipar a las mujeres que nada en el mundo. Me paro y me regocijo cada vez que veo a una mujer paseando sobre ruedas."

### La medicina del siglo XIX
Durante un corto periodo de tiempo después de que las mujeres obtuvieran la libertad de poder alejarse de sus hogares gracias a la capacidad de montar en bicicleta, los médicos escribieron en las revistas médicas que las mujeres en particular sufrirían el tener la cara contorsionada permanentemente si continuaban con esta actividad física. Estos doctores denominaron a esta supuesta enfermedad como "cara de bicicleta". Se argumentaba que la cara de bicicleta era el resultado de la tensión continua por mantener el aparato equilibrado mientras se montaba. Los que criticaban a las ciclistas describían que la cara de bicicleta incluía tener los ojos desorbitados y la mandíbula apretada. La cara de bicicleta en las mujeres se diagnosticó debido al contraste directo de la "tierna y cariñosa mirada" que esperaban los hombres de las mujeres de esa época. Además de la cara de bicicleta, los médicos advirtieron de enfermedades causadas por el ciclismo incluyendo tuberculosis y el aumento de libido.